# Breitschwanz

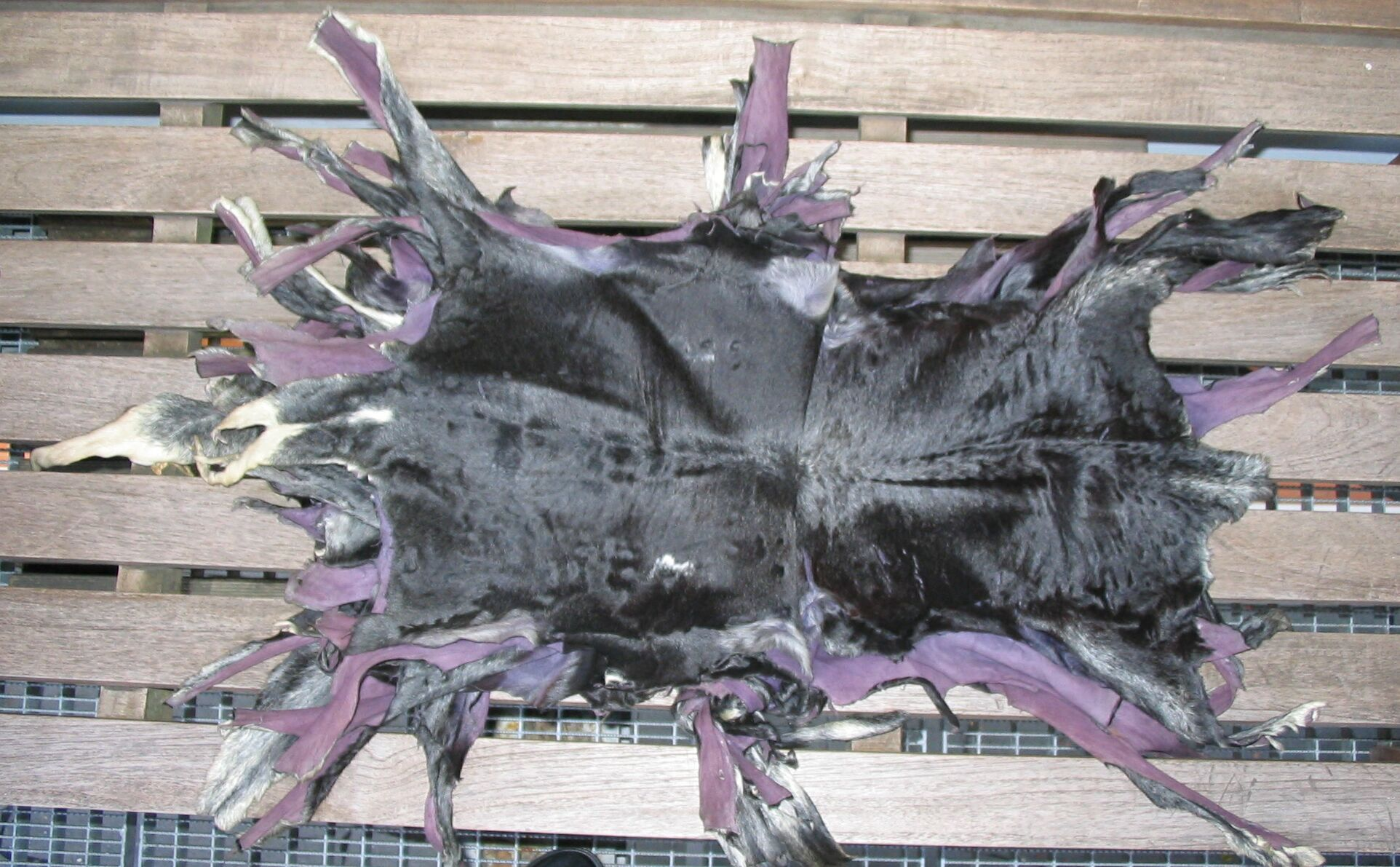
Breitschwanz

Breitschwanz, oftewel breedstaart, is een sterk en tamelijk kostbaar bont van het pasgeboren lam van het karakoelschaap.
De volwassen karakoelschapen hebben een vacht van dikke, rechte wol. Bij hun geboorte hebben de lammeren fijne, glanzende zwarte krulletjes. Na enkele dagen verdwijnen die en krijgt het lam een stuggere, grijze vacht. De lammetjes worden binnen 48 uur geslacht, zodat de vacht nog niet stug en grijs geworden is.